# 龍頭寺 (山形県遊佐町)
龍頭寺（りゅうとうじ）は、山形県飽海郡遊佐町蕨岡にある、真言宗智山派の寺院である。かつての蕨岡は、鳥海山の修験道の最大の拠点で、龍頭寺は三十三坊からなる修験の一山寺院（衆徒）の頂点に立つ学頭寺であった。明治の神仏分離以後も復飾せずに仏教寺院として留まって現在に至る。

## 由来
龍頭寺は遊佐町の東南端、国道345号から少し入った鳥海山麓に位置する。
鳥海山の山麓には蕨岡、吹浦、矢島、小滝など多くの修験の根拠地があったが、蕨岡の修験（衆徒）はその中でも最も大きな勢力を持ち、上寺（うわでら）と通称される丘上に居住して大衆（だいしゅう）とも呼ばれた。近世では「蕨岡三十三坊」と称して一山組織を形成して勢力を誇ったが、その学頭寺が龍頭寺である。
寺伝では大同2年（807年）に慈照上人が開基したというが、史料は残っておらず伝承に留まる。『羽黒山年代記』には、「貞観二年庚辰、飽海嶽ニ仙翁龍翁與云フ青赤鬼住ム。同年六月、慈覚大師登リ、彼二鬼ヲ封シ給フ。此山全　龍ノ形ナリ。則龍頭ニ権現堂ヲ建ツ。鳥ノ海ト云フハ、則権現之御手洗池也。仍テ山號ハ鳥海山、寺號ハ龍頭寺ト號ス」とあり、貞観2年（860年）慈覚大師円仁が青鬼赤鬼を退治し、龍の形に似たこの山の頭に当たる部分に権現堂を建てて寺号を龍頭寺としたと伝え、円仁の事跡とその開基を説く。正確に読めば、この記述による龍頭寺は山頂部の「蛇の口」付近に建てたという伝承になるため、蕨岡の学頭寺となった龍頭寺とは異なることになり、また史実であるかも確認できない。ただし、円仁の開基を説くので、蕨岡よりも古いとされる天台系の杉沢の坊中が伝えた伝承の可能性はある。
かつては、鳥海山山頂の権現堂の鑰を管轄したのは杉沢の別当坊であり、蕨岡を凌ぐ勢力を持っていたと推定される。『筆濃余理（ふでのあまり）』によれば、本尊の十一面観音は杉沢熊野権現の本地という。杉沢は蕨岡に先行する勢力であったが、杉沢の二坊は、近世初頭には、蕨岡三十三坊に組み込まれていた。

## 歴史
蕨岡の坊名の記録上の初出は、慶長16年（1611年）の『鳥海山御神領検地帳』で、三十三坊の名称と持分が記録され、組織が整っていた。また、慶長17年（1612年）付の最上義光による蕨岡への『鳥海山神寄進状』が残っており、政治権力とも深く絡んでいた。
中世史料は失われているので、この時期の修験としての活動は不明であるが、近世初期には吹浦と同様に羽黒修験との関係を維持していた。その関係を示すものとして、明暦元年（1655年）吹浦との争論に際して蕨岡観音寺から吹浦神宮寺へ出した『取替手形之事』に「我等事、元より真言宗にて御座候。然レ共四年以前、本寺羽黒別当差図にテ」、上野（こうずけ、日光山のこと）で萬部経を読んだとの記述があり、元は羽黒派で、羽黒一山の天台宗帰入後も真言宗に留まっていたことが判明する。また、当時の寺名は龍頭寺ではなく、観音寺であった。
寛永7年（1630年）の『吉出組大組頭佐々木惣四郎村々改書』には「真言宗　蕨岡鳥海派　御役下明学院」と記されており、さらに「蕨岡之儀、松岳山観音寺と申候て、古来より真言宗にて、則本尊は十一面観音一躰ニて、例年三月十八日峯中執行之規式称今至迄勤来、勿論牛王にも松岳山と古板にて尓今出シ申候、然所ニ近年鳥海山龍頭寺と名乗り…」とあることから、寺名が「松岳山観音寺」から「龍頭寺」に変わったことが分かる。また『出羽國風土略記』上寺観音の条にも「一山の號を松岳寺という。三十三坊有。上首を観音寺という。院號を光岩院と称す…（中略）明暦元年以後、松岳山観音寺を鳥海山龍頭寺と改称す。真言新義にして」とあり、明暦元年（1655年）以後に改名したこと、新義真言宗の寺院であったことが記されている。
貞享元年（1684年）に江戸の醍醐三宝院名代の品川寺中性院と取り交わした文書に「出羽国鳥海山龍頭寺、順峰修行法式、如往古、当山之法流令相続可勤之者、三宝院御門跡御下知可相守者也」とあり、龍頭寺（清僧）は三宝院の配下にあって許認可状を直接に受け、直末の当山派修験として順峯修行をしていた。また、享和2年（1802年）に当山派修験の惣袈裟頭であった江戸鳳閣寺が寺社奉行に出した『御条目』には、鳥海山順峯先達の蕨岡龍頭寺と、逆峯大先達の矢島元弘寺は、一山の中で昇進でき、三宝院が出す補任状（ぶにんじょう）とは別に独自の補任状も出せるとあり、蕨岡は在地での鳥海修験として大きな勢力を誇っていた。
天和3年（1683年）に酒井藩が国目附に差し出した調書『酒井家世記』に、「領分中」として「鳥海山峯山伏　六九人」とあり、その内訳は「蕨岡村松岳山宗徒、三二人、吹浦村両所山宗徒、二五人、新山村新光山宗徒　八人、下塔村剣龍山宗徒　四人」と記され、蕨岡の学頭寺の山号が松岳山であったので「松岳山宗徒」と言われて数が三十二（ただし学頭寺を含まず）であったことが分かる。この「蕨岡三十三坊」は一山組織をなし厳格な掟を持って統括されていたが、その状況は享保10年（1725年）の『一山掟書』で知ることができる。三十三坊には学頭坊の龍頭寺と杉沢の二坊（別当坊と宝前坊）が含まれていた。杉沢は熊野権現を祀り、峰入りの胎内修行で二の宿となって4月18日に祈禱を行い重要な役割を担ってきた。現在では熊野神社（旧熊野堂）に鎌倉期の男神像と南北朝期の僧形神半迦像が残る。盆の期間の8月6日に仕組、15日に本舞、20日に神送りとして比山番楽を演じるなどかつての面影を伝える。蕨岡衆徒は鳥海山に関しては、山頂で大物忌神を祀る「鳥海山権現堂」を独占的に運営し、圧倒的な力を維持してきた。吹浦や矢島との争論は大きな問題となったが、蕨岡に有利な解決が導かれている。
蕨岡は慶応4年（1868年）の神仏判然令、明治初期の神仏分離に関わる政令、明治5年（1872年）の修験道廃止令を受け、明治25年（1892年）から新義真言宗智山派となった龍頭寺を除いて衆徒は神道に改宗して現在に至っている。しかし、神道化に関しては吹浦に遅れをとり、騒動と調停の後に、共に鳥海山大物忌神社の「口ノ宮」になったが、交通路の変化もあって衰退した。

## 現状
現在でも、蕨岡口之宮には豪壮な拝殿が残り、往時の修験の面影を止める。
神仏分離以前は神社ではなく、十一面観音と薬師が祀られ、大堂、観音堂、上寺観音、本地堂、一の王子、一の宿などと呼ばれていた。十一面観音は一の王子の本地仏で、尊像は神社に隣接する龍頭寺に安置されている。棟札によれば龍頭寺の本堂は天保12年（1841年）再建である。平成6年（1994年）現在、17坊が残って相互を「坊中」として旧坊の名称で呼びあい、集落のたたずまいや各家の間取りにはかつての宿坊の様相を色濃く止めて往時の様相が窺える。
毎年5月3日に行われる「大御幣祭り」では、大堂前での御幣立てや、青少年の舞楽の奉納があるが、かつての鳥海修験の峯入修行の名残りである。これらは「蕨岡延年」という名称で、国の重要無形民俗文化財に指定されているが、地元では延年という名称は使わない。
鳥海山の山麓には水に関する地名や伝承が多く残り、特に龍が多く、豊富な伏流水が龍にたとえられている。山頂から庄内側を見下ろすと山全体が龍のわだかまる形をなし、その頭にあたる蕨岡山麓の上寺（うわでら）に龍頭寺を建てたという伝承があるのは前述のとおりである。『大日本出羽飽海郡庄内鳥海山記并記』では鳥海山を「東西有臥龍之勢南北類蹲虎之形」と記して、龍虎に見立てている。秋田県側登拝口の小滝に伝わる『鳥海山大権現縁起』によれば、樵夫の龍頭八郎が鳥海山を開山し、龍頭寺の別当になって祭祀を始めたとされ、その学頭寺は龍山寺であった。また、別の登拝口の滝沢の学頭寺は龍洞寺である。山上の鳥海湖の湖底には龍がおり、湖の西側の二本の砂の帯は龍が歩いた跡だという。山腹にある河原宿の近くの龍ケ池も龍の住まいとされる。鳥海山をめぐる豊富な龍の伝承は豊かな湧水に由来するのであろう。

## 建造物
- 本堂
- 大泉坊長屋門（登録有形文化財）